# Vörs
Vörs é um município da Hungria, situado no condado de Somogy. Tem 22,65 km² de área e sua população em 2019 foi estimada em 479 habitantes.